# کیکاووس جهانداری
کیکاووس جهانداری (زادهٔ ۹ آذر ۱۳۰۲ در کرمانشاه - درگذشتهٔ ۲ بهمن ۱۳۹۳ در تهران) مترجم، نویسنده و پژوهشگر اهل ایران بود. کیکاووس جهانداری طی سال‌های مختلف مدیریت، معاونت و ریاست کتابخانۀ شماره ۲ مجلس شورای اسلامی (سنای سابق) را بر عهده داشت.

## زندگی
کیکاووس جهانداری در ۹ آذر سال ۱۳۰۲ خورشیدی در شهر کرمانشاه چشم به جهان گشود. او در هنرستان صنعتی تهران که به «مدرسۀ صنعتی آلمانی‌ها» معروف بود تحصیل کرد و در آنجا به زبان آلمانی علاقه‌مند شد. پس از آغاز جنگ جهانی دوم مدرسۀ آلمانی‌ها نیز تعطیل شد، و جهانداری نیز تحصیلات  خود را در دبیرستان فیروزبهرام ادامه داد. وی پس از طی تحصیلات عمومی، وارد دانشگاه تهران شد و به سال ۱۳۲۸ در رشتهٔ زبان‌های خارجی از دانشکدهٔ ادبیات و علوم انسانی فارغ‌التحصیل شد. مدتی در کتابخانهٔ دانشکدهٔ ادبیات دانشگاه تهران به کار پرداخت. از سال ۱۳۳۴ مدت ۱۱ سال، سمت معاونت کتابخانهٔ مجلس (سنای سابق) را عهده‌دار بود و پس از آن تا پیش از انقلاب ایران سمت ریاست آن کتابخانه را در اختیار داشت. در سال ۱۳۳۹ به مدت ۶ ماه، به دعوت دانشگاه فرانکفورت رهسپار کشور آلمان شد و در آن جا به تدریس زبان فارسی پرداخت. وی همچنین مدتی مدیر بخش منابع خارجی مرکز دائرةالمعارف بزرگ اسلامی بود.

## درگذشت
کیکاووس جهانداری به سبب بیماری ریوی در بیمارستان جم بستری شد و روز دوم بهمن ماه ۱۳۹۳ در تهران چشم از جهان فروبست.

## آثار
کیکاووس جهانداری از مترجمان نامدار ایرانی است و کتاب‌های متعددی را از زبان آلمانی و انگلیسی به فارسی برگردانده است. وی همگام با مترجمان بزرگی همچون احمد آرام، نجف دریابندری، محمد قاضی و … با تکیه بر ترجمهٔ دقیق و نثر روان نوشتاری، سهم به‌سزایی در آشنایی ایرانیان با آثار برگزیدهٔ جهانی داشته است. از ترجمه‌های خوب او می‌توان به آثار زیر اشاره کرد:
- گرگ بیابان، اثر هرمان هسه، بنگاه ترجمه و نشر کتاب، ۱۳۴۶.
- دربارهٔ شاهنشاهی ایران، اثر انگلبرت کمپفر، انجمن آثار ملی، ۱۳۵۰.
- سفرنامه کمپفر، اثر انگلبرت کمپفر، انتشارات خوارزمی، ۱۳۶۳.
- سفرنامه بلوشر، اثر ویپرت فون بلوشر، انتشارات خوارزمی، ۱۳۶۳.
- زیر آفتاب سوزان (خاطرات نیدرمایر)، اثر اسکارفون نیدرمایر، نشر تاریخ ایران، ۱۳۶۳.
- سفرنامه پولاک، اثر یاکوب ادوارد پولاک، انتشارات خوارزمی، ۱۳۶۸.
- شاه اسماعیل دوم صفوی، اثر والتر هینتس، انتشارات علمی و فرهنگی، ۱۳۷۱.
- جغرافیای تاریخی فارس، اثر پاول شوارتس، انجمن آثار و مفاخر فرهنگی، ۱۳۷۳.
- قطار به موقع رسید، اثر هاینریش بل، نشر چشمه، ۱۳۷۷.
- بیلیارد در ساعت نه و نیم، اثر هاینریش بل، سروش، ۱۳۷۷.
- تشکیل دولت ملی در ایران، اثر والتر هینتس، انتشارات خوارزمی، ۱۳۷۸.
- جهان‌های گمشده، اثر آن تری وایت، انتشارات علمی و فرهنگی، ۱۳۸۰.
- مبانی تاریخ ساسانیان، اثر کلاوس شیپمان، نشر فرزان روز، ۱۳۸۴.
- روم و ایران، اثر انگلبرت وینتر - بئاته دیگناس، نشر فرزان روز، ۱۳۸۶.
- طبقه بندی قصه های ایرانی، اثر اولریش مارزلف، نشر سروش
- برگردان یک مقاله از سید حسن تقی‌زاده در رابطه با گاهشماری ایرانی از زبان آلمانی، در کتاب بیست مقاله تقی‌زاده، ترجمه سیزده اثر از زبانهای انگلیسی و فرانسه به فارسی توسط استاد احمد آرام صورت پذیرفته است.